# Tempestad
Tempestad és un documental mexicà dirigit per Tatiana Huezo que aborda el tema del crim organitzat i la justícia a Mèxic a través de la història de dues dones, Miriam i Adela, la primera injustament acusada de tràfic de persones i condemnada a una presó dominada per un càrtel del narcotràfic, mentre que la segona porta deu anys buscant a la seva filla desapareguda. El llargmetratge, estrenat en el marc de l'edició número 11 d'Ambulante gira de documentales, fou seleccionat per l'Academia Mexicana de Ciencias y Artes Cinematográficas per a competir pel premio Oscar (EUA) i el Premi Goya (Espanya) en les seves edicions respectives de 2018, a més de ser premiat per Millor direcció en l'edició de 2017 de l'Ariel.

## Sinopsi
Al llarg de les seves 105 minuts de durada, aquest documental narra les històries de Miriam Carvajal i Adela Alvarado. Miriam, empleada de l'aeroport de Cancún, Quintana Roo, és acusada injustament de tràfic de persones i condemnada a una presó del nord de Mèxic dominada per un càrtel del narcotràfic. Adela, pallassa d'un circ, cerca des de fa una dècada a Mónica, la seva filla desapareguda.
Tempestad mostra el viatge simultani de totes dues dones. La primera es trasllada del nord al sud del país per a retrobar-se amb el seu fill després de purgar la seva condemna, mentre que la segona realitza "un viatge emocional on les carreteres, amb les seves reguardes policíaques, serveixen com a recordatori de la crisi de violència i seguretat de Mèxic." Les imatges de tots dos testimoniatges retraten un país on la violència ha pres el control. "Enfront d'això, la claredat de dues dones, que com un petit i revelador acte de resistència, es neguen a conformar-se amb aquesta realitat.

## Premis i reconeixements
Des de la seva estrena, Tempestad ha estat creditor a prop de 30 reconeixements i ha estat projectat en al voltant de 70 festivals a Mèxic i l'estranger.
- Ariel Millor direcció
- Esment Especial del Jurat del Premi Caligari a la innovació en l'àmbit cinematogràfic en el Festival Internacional de Cinema de Berlín
- Premi Fènix al Millor documental

## Comentaris
Aquest film ocupa el lloc 6 dins de la llista de les 100 millors pel·lícules mexicanes, segons l'opinió de 27 crítics i especialistes del cinema a Mèxic, publicada pel portal Sector Cinema al juny de 2020.